# 布達 (利維夫州)
49°56′27″N 23°52′7″E / 49.94083°N 23.86861°E
布達（烏克蘭語：Буда），是烏克蘭西部利維夫州的村落，隸屬亞沃里夫區之伊萬諾-弗蘭科韋市鎮，始建於1480年，面積0.45平方公里，2001年人口264，人口密度每平方公里586.67人。